# Спідглайдинг

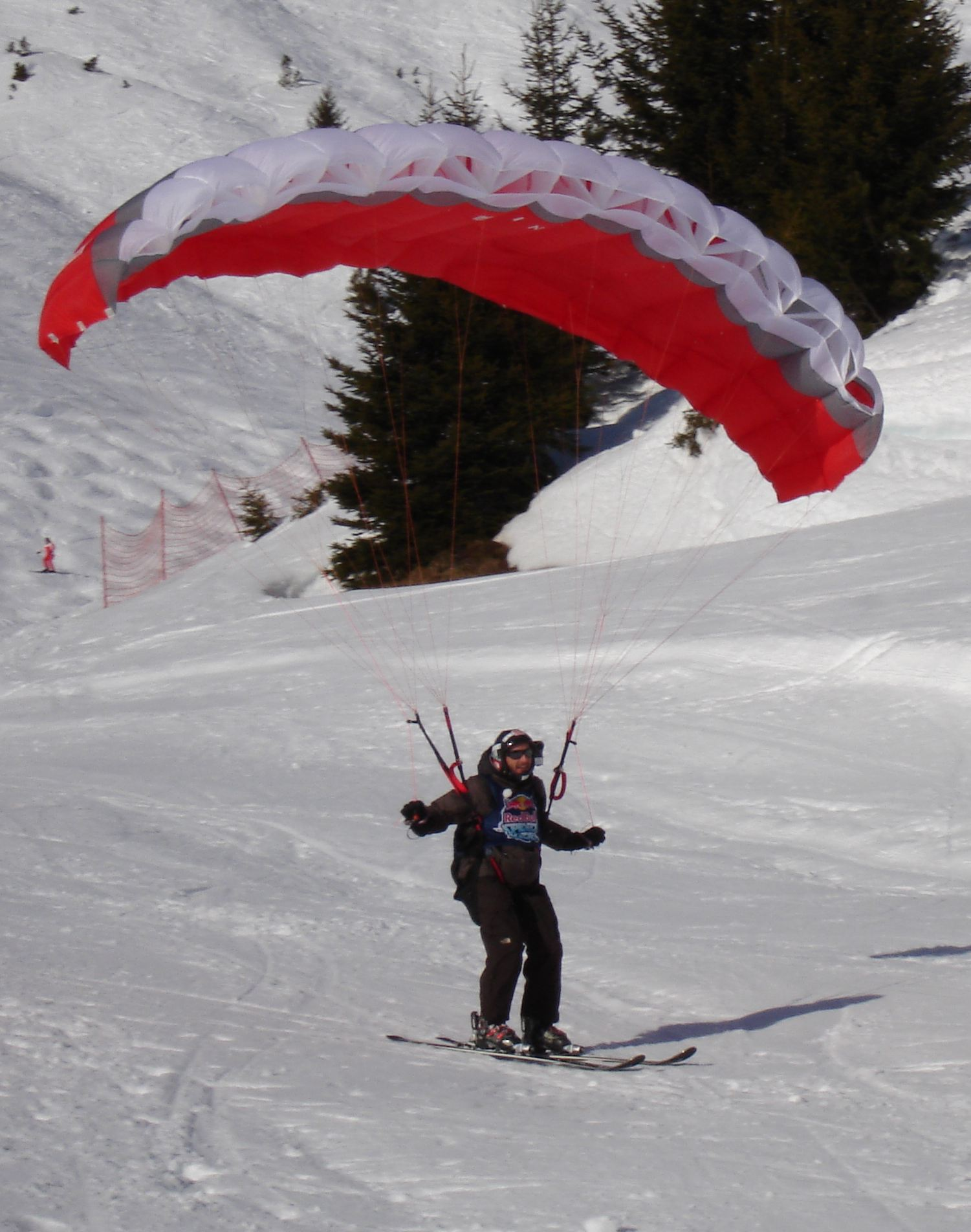
Спідглайдер на схилі

Спідглайдинг (також відомий як Спідрайдинг, або спідфлаїнг) — екстремальний вид спорту, комбінація  фрірайду і польоту зі спеціальним крилом (Глайдер) схожим на швидкісний парашут.

## Відміни від парапланеризму
Спідглайдинг — це унікальний, гібридний спорт, що поєднує у собі елементи парапланеризму,  парашутного спорту, а також  гірських лиж або  сноуборду. Використовувані в спідглайдинзі крила, розвивають більшу швидкість, ніж параплан, а сам політ має меншу тривалість і, як правило, проходить вздовж схилу.

## Крило
Крило, або, іншими словами, глайдер (англ. speed glider,speed wing, speed flyer) приблизно вдвічі менший середнього параплана і має меншу аеродинамічну якість. Він здатний розвивати швидкість від 30 до 145 км/год, в той час як параплан від 20 до 70 км/год.
|                                | Глайдери      | Параплани     | Парашути       |
| Площа крила                    | 8-18 м2       | 20-35 м2      | 5.4-25 м2      |
| Аеродинамічна якість           | 3:1-5:1       | 8:1-11:1      | 3:1            |
| Діапазон швидкості             | 30-145 км/год | 20-70 ;км/год | 25-145 ;км/год |
| Діапазон співвідношення сторін | 2,5:1-4:1     | 4:1-6:1       | 2:1-3:1        |
| Діапазон цін                   | $700-$2000    | $2000-$4000   | $2000-$5000    |
| Вага                           | 2-4 кг        | 4-13 кг       | 1,4-7 кг       |
| Кількість секцій               | 15-30         | 30-80         | 7-27           |

## Ресурси Інтернету
- Video: SkiandFly.com | NZ largest Speed Riding meeting, King of Speed 2014 organised by the International Speed Riding and Speed Flying Club SkiandFly.com [Архівовано 21 жовтня 2014 у Wayback Machine.]
- International Speed Riding and Speed Flying Club — SkiandFly [Архівовано 30 січня 2015 у Wayback Machine.]
- Video Documentary: «It's Fantastic», Global Speed Riding [Архівовано 3 лютого 2016 у Wayback Machine.]
- Video: Introduction to Foot-Launched Speed Flying [Архівовано 30 січня 2015 у Wayback Machine.]
- Video: Speed Riding near Wengen, Switzerland 2010 [Архівовано 7 травня 2015 у Wayback Machine.]
- Speed Flying Group on Paragliding Forum [Архівовано 24 вересня 2015 у Wayback Machine.]

## Виноски
1. ↑  Cooper, Tarquin. Speed Flying: Your Feet Won't Touch the Ground. The Telegraph. The Telegraph. Архів оригіналу за 28 жовтня 2012. Процитовано 19 січня 2012.